# Saint-Jean-de-Thouars
Pour les articles homonymes, voir Saint-Jean.
Saint-Jean-de-Thouars est une commune du Centre-Ouest de la France située dans le département des Deux-Sèvres en région Nouvelle-Aquitaine.
Ses habitants sont appelés les Saint-Jeantais.

## Géographie
Saint-Jean-de-Thouars est localisée au nord du département des Deux-Sèvres. C'est une commune résidentielle baignée par la rivière le Thouet qui la sépare de Thouars.

### Climat
Pour des articles plus généraux, voir Climat de la Nouvelle-Aquitaine et Climat des Deux-Sèvres.
Historiquement, la commune est exposée à un climat océanique du nord-ouest.  
En 2020, Météo-France publie une typologie des climats de la France métropolitaine dans laquelle la commune est dans une zone de transition entre le climat océanique et le climat océanique altéré et est dans la région climatique  Moyenne vallée de la Loire, caractérisée par une bonne insolation (1 850 h/an) et un été peu pluvieux.
Pour la période 1971-2000, la température annuelle moyenne est de 11,6 °C, avec une amplitude thermique annuelle de 14,4 °C. Le cumul annuel moyen de précipitations est de 676 mm, avec 11,2 jours de précipitations en janvier et 6,2 jours en juillet. Pour la période 1991-2020, la température moyenne annuelle observée sur la station météorologique la plus proche, située sur la commune de Thouars à 1,23 km à vol d'oiseau, est de 13,1 °C et le cumul annuel moyen de précipitations est de 575,5 mm,. Pour l'avenir, les paramètres climatiques de la commune estimés pour 2050 selon différents scénarios d’émission de gaz à effet de serre sont consultables sur un site dédié publié par Météo-France en novembre 2022.

## Urbanisme

### Typologie
Au 1er janvier 2024, Saint-Jean-de-Thouars est catégorisée petite ville, selon la nouvelle grille communale de densité à sept niveaux définie par l'Insee en 2022.
Elle appartient à l'unité urbaine de Thouars, une agglomération intra-départementale regroupant quatre  communes, dont elle est une commune de la banlieue,,. Par ailleurs la commune fait partie de l'aire d'attraction de Thouars, dont elle est une commune du pôle principal,. Cette aire, qui regroupe 26 communes, est catégorisée dans les aires de moins de 50 000 habitants,.

### Occupation des sols
L'occupation des sols de la commune, telle qu'elle ressort de la base de données européenne d’occupation biophysique des sols Corine Land Cover (CLC), est marquée par l'importance des territoires agricoles (69,7 % en 2018), en diminution par rapport à 1990 (78,4 %). La répartition détaillée en 2018 est la suivante : 
terres arables (41,6 %), zones agricoles hétérogènes (24 %), zones urbanisées (23,5 %), zones industrielles ou commerciales et réseaux de communication (5,2 %), prairies (4 %), forêts (1,6 %). L'évolution de l’occupation des sols de la commune et de ses infrastructures peut être observée sur les différentes représentations cartographiques du territoire : la carte de Cassini (XVIIIe siècle), la carte d'état-major (1820-1866) et les cartes ou photos aériennes de l'IGN pour la période actuelle (1950 à aujourd'hui).

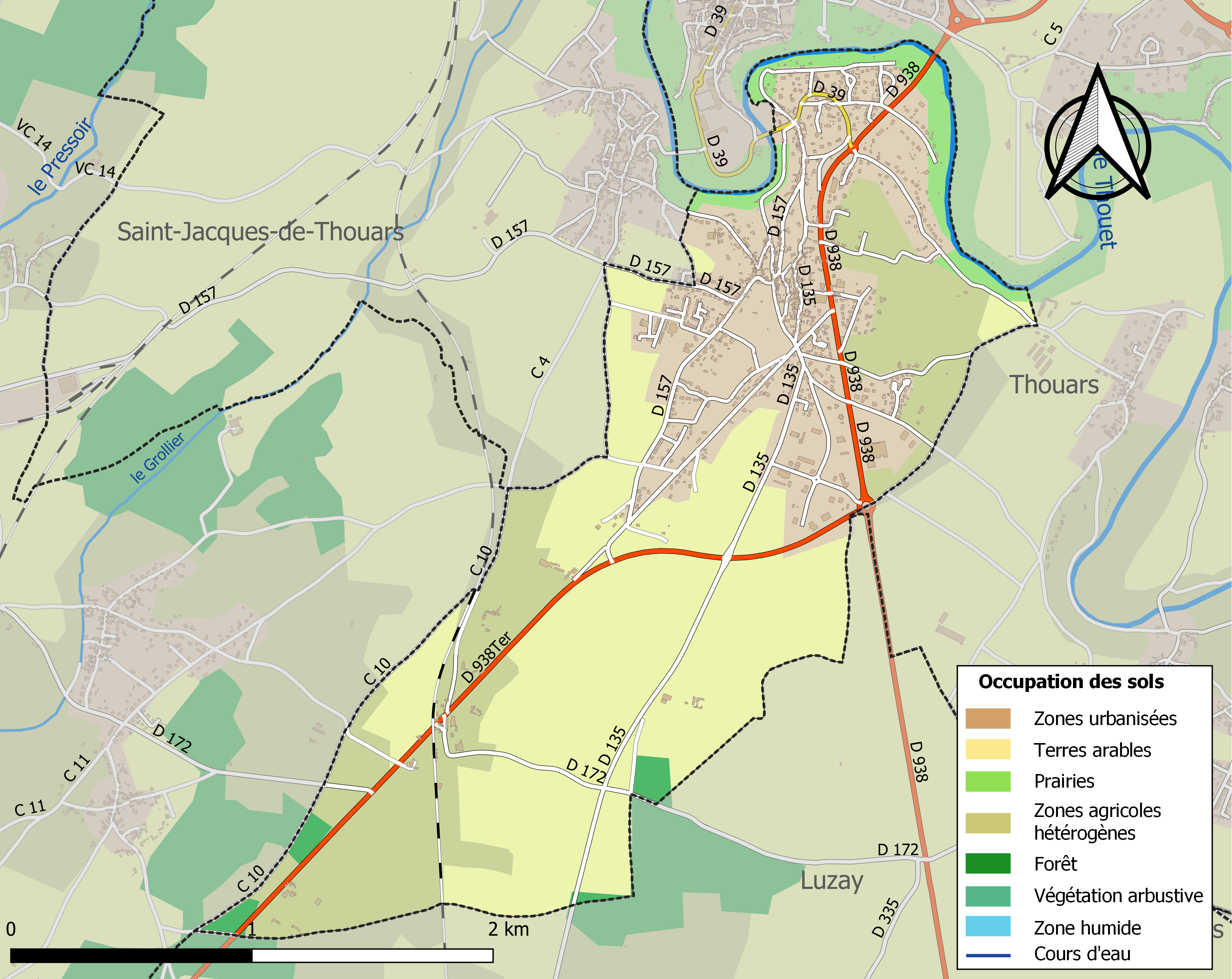
Carte des infrastructures et de l'occupation des sols de la commune en 2018 (CLC).

### Risques majeurs
Le territoire de la commune de Saint-Jean-de-Thouars est vulnérable à différents aléas naturels : météorologiques (tempête, orage, neige, grand froid, canicule ou sécheresse), inondations, mouvements de terrains et séisme (sismicité modérée). Il est également exposé à deux risques technologiques,  le transport de matières dangereuses et la rupture d'un barrage, et à un risque particulier : le risque de radon. Un site publié par le BRGM permet d'évaluer simplement et rapidement les risques d'un bien localisé soit par son adresse soit par le numéro de sa parcelle.

#### Risques naturels
Certaines parties du territoire communal sont susceptibles d’être affectées par le risque d’inondation par débordement de cours d'eau, notamment le Thouet. La commune a été reconnue en état de catastrophe naturelle au titre des dommages causés par les inondations et coulées de boue survenues en 1982, 1983, 1995, 1999, 2001 et 2010,. Le risque inondation est pris en compte dans l'aménagement du territoire de la commune par le biais du plan de prévention des risques inondation (PPRI) de la « Vallée du Thouet », approuvé le 13 novembre 2008, dont le périmètre regroupe 22 communes.

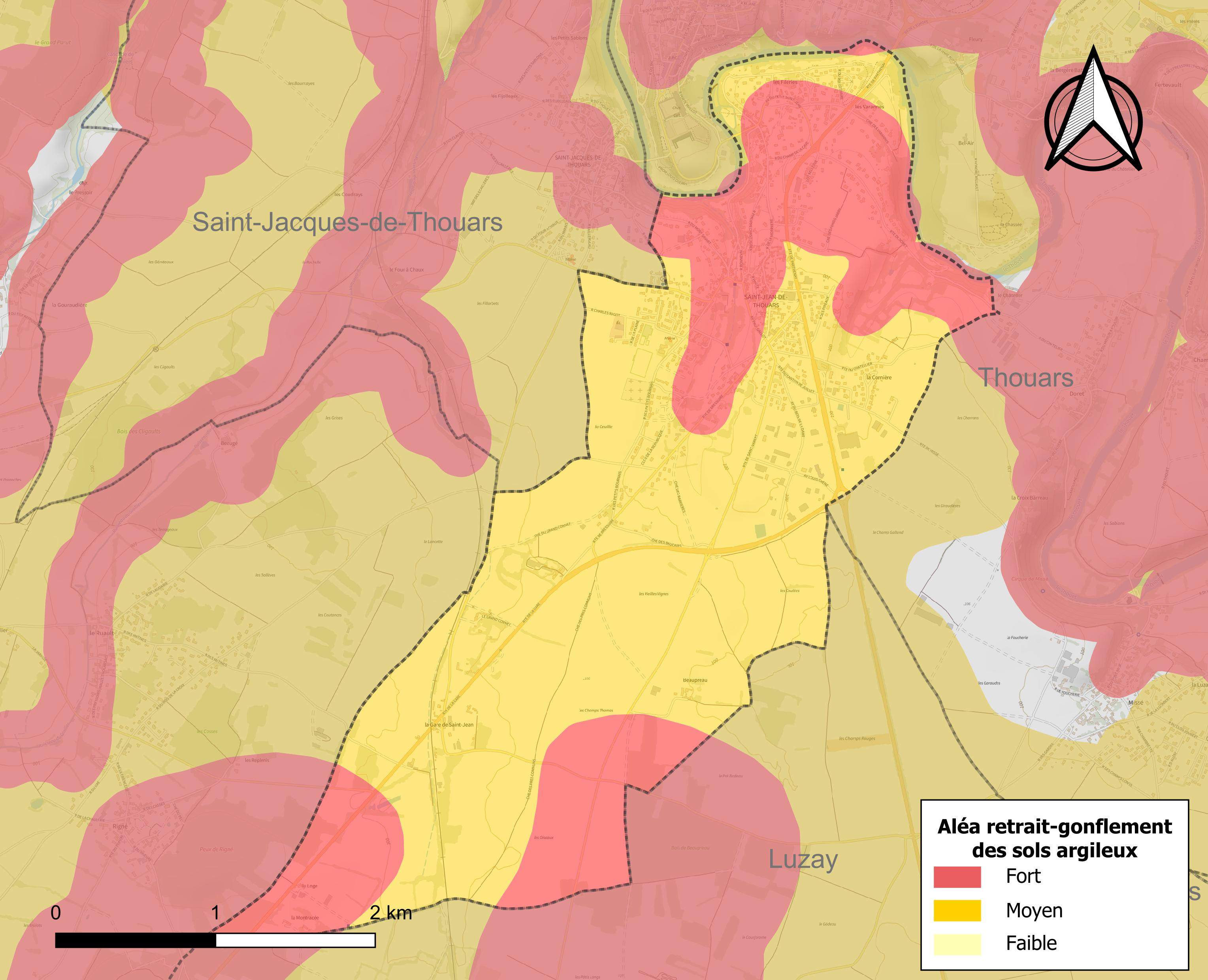
Carte des zones d'aléa retrait-gonflement des sols argileux de Saint-Jean-de-Thouars.

Les mouvements de terrains susceptibles de se produire sur la commune sont des mouvements de terrains, notamment des tassements différentiels. Le retrait-gonflement des sols argileux est susceptible d'engendrer des dommages importants aux bâtiments en cas d’alternance de périodes de sécheresse et de pluie. La totalité de la commune est en aléa moyen ou fort (54,9 % au niveau départemental et 48,5 % au niveau national). Depuis le 1er octobre 2020, en application de la loi ELAN, différentes contraintes s'imposent aux vendeurs, maîtres d'ouvrages ou constructeurs de biens situés dans une zone classée en aléa moyen ou fort,.
La commune a été reconnue en état de catastrophe naturelle au titre des dommages causés par la sécheresse en 1996, 2003, 2004, 2005, 2011 et 2017 et par des mouvements de terrain en 1999 et 2010.

#### Risque technologique
La commune est en outre située en aval du barrage du Puy Terrier, un ouvrage de classe A mis en service en 1982 sur le territoire des communes de Saint-Loup-Lamairé, Louin et Gourgé, sur le cours d’eau le Cébron, affluent du Thouet. À ce titre elle est susceptible d’être touchée par l’onde de submersion consécutive à la rupture de cet ouvrage.

#### Risque particulier
Dans plusieurs parties du territoire national, le radon, accumulé dans certains logements ou autres locaux, peut constituer une source significative d’exposition de la population aux rayonnements ionisants. Selon la classification de 2018, la commune de Saint-Jean-de-Thouars est classée en zone 3, à savoir zone à potentiel radon significatif.

## Histoire
Possiblement fondée au IXe siècle, l'abbaye de Saint-Jean de Bonneval-lès-Thouars a bénéficié d'importants domaines accordés par le roi Lothaire en 973. C'est tout naturellement autour de cette abbaye que le bourg de la commune s'est développé.
Sur la carte de Cassini, représentant la France entre 1756 et 1789, le village est identifié sous le nom de Saint-Jean-de-Bonneval.
Du latin Bonæ vallis, le nom « de Bonneval » vient du fait que l'abbaye était située en haut d'une vallée fertile arrosée par un ruisseau ; la commune a été rebaptisée Saint-Jean-de-Thouars en 1910.

## Politique et administration

### Liste des maires
Les différents maires qui se sont succédé à Saint-Jean-de-Bonneval puis à Saint-Jean-de-Thouars sont les suivants :
| Période                  | Période                 | Identité           | Étiquette | Qualité                                               |
| ------------------------ | ----------------------- | ------------------ | --------- | ----------------------------------------------------- |
| ?                        | 20 brumaire de l'an III | Ambroise Joubert   | -         |                                                       |
| 12 frimaire de l'an III  | 11 brumaire de l'an IV  | Pierre Gorry       | -         |                                                       |
| 21 frimaire de l'an IV   | 2 floréal de l'an V     | Jacques Raineau    | -         |                                                       |
| 12 prairial de l'an V    | 3 germinal de l'an VII  | Jean Blatteau      | -         |                                                       |
| 17 floréal de l'an VII   | 3 prairial de l'an VIII | Guillaume Bertault | -         |                                                       |
| 11 prairial de l'an VIII | 27 octobre 1829         | Jérôme Genty       | -         |                                                       |
| 27 octobre 1829          | 31 décembre 1853        | Pierre Rouger      | -         |                                                       |
| 27 février 1854          | 21 septembre 1865       | Auguste Cotilleau  | -         |                                                       |
| 24 novembre 1865         | 18 avril 1871           | Maxime Gallot      | -         |                                                       |
| 14 mai 1871              | 9 mars 1874             | Louis Hacault      | -         |                                                       |
| 11 mars 1874             | 14 septembre 1876       | Henri Deboeuf      | -         | Cultivateur                                           |
| 8 octobre 1876           | 31 décembre 1877        | Louis Hacault      | -         |                                                       |
| 21 janvier 1878          | 13 mai 1884             | Pierre Grolleau    | -         |                                                       |
| 18 mai 1884              | 14 mai 1889             | Henri Deboeuf      | -         |                                                       |
| 15 septembre 1889        | 12 février 1910         | Auguste Marcheteau | -         |                                                       |
| 10 mars 1910             | 13 mai 1912             | Baptiste Foucher   | -         |                                                       |
| 15 mai 1912              | 15 mai 1920             | René Berthonneau   | -         |                                                       |
| 16 mai 1920              | 15 septembre 1937       | Paul Gallot        | -         |                                                       |
| 16 septembre 1937        | 28 octobre 1944         | Léon Jussiaume     | -         |                                                       |
| 29 octobre 1944          | 6 mai 1953              | Abel Clochard      | -         |                                                       |
| 7 mai 1953               | 26 mars 1977            | Abel Bremand       | -         |                                                       |
| 27 mars 1977             | mars 2001               | Jean Bernis        | -         | Professeur                                            |
| mars 2001                | 18 février 2022         | André Beville      | PS        | Directeur d'école                                     |
| 8 mai 2022               | En cours                | Frédéric Richard   |           | Cadre du fabricant de peinture en poudre Inver France |

### Intercommunalité
La commune de Saint-Jean-de-Thouars fait partie de la communauté de communes du Thouarsais et du syndicat du Pays Thouarsais.

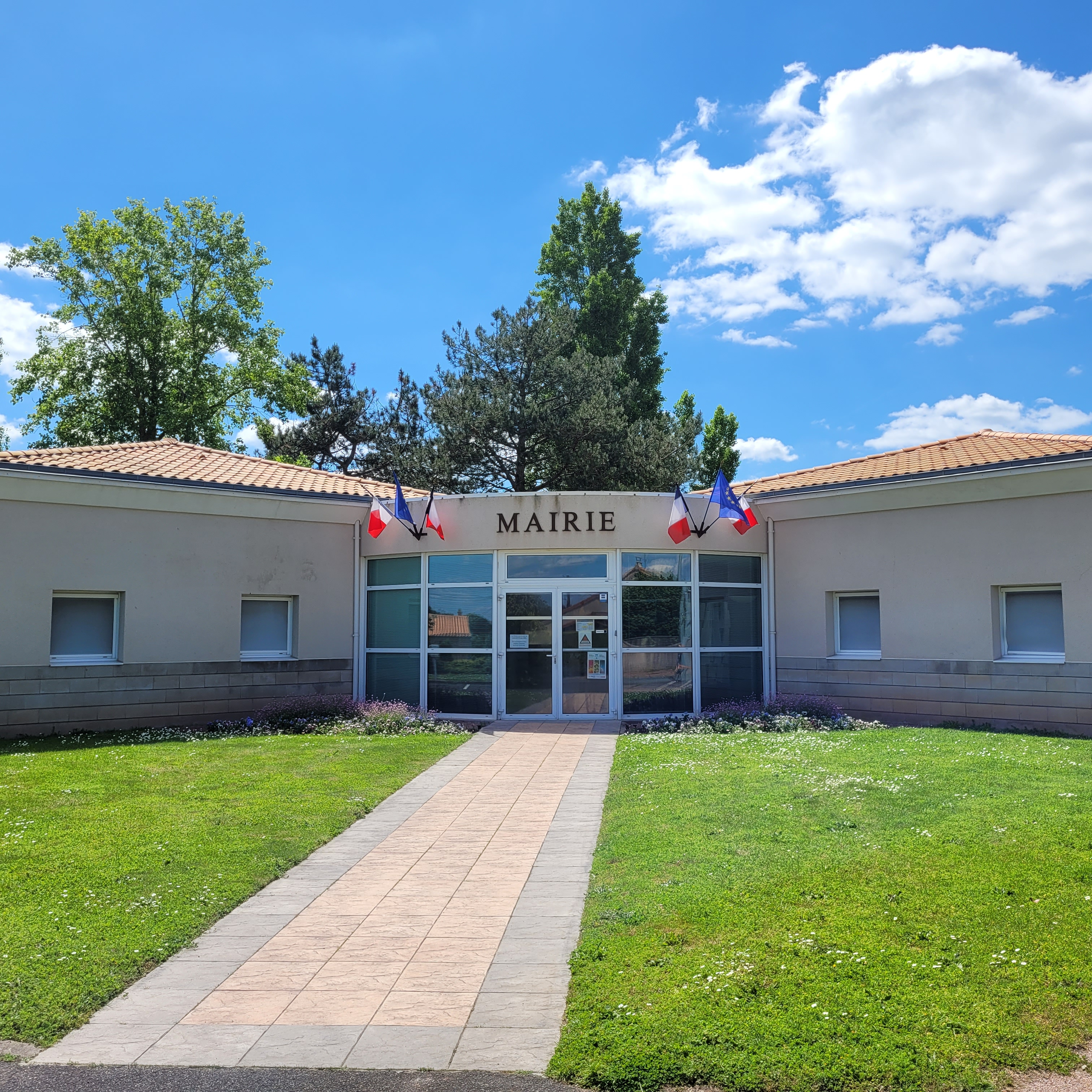
Mairie de Saint-Jean-de-Thouars.

### Politique environnementale
Dans son palmarès 2024, le Conseil national de villes et villages fleuris de France a attribué deux fleurs à la commune.

## Économie
La zone d'activités économiques Saint-Jean-Missé est l'une des 19 ZAE implantées sur le territoire de la communauté de communes du Thouarsais. Elle s'étend sur 222 849 m². Parmi la cinquantaine d'entreprises ou de professionnels installés sur le territoire de la commune, plus d'une trentaine sont présents au sein de cette ZAE.

## Population et société

### Démographie
L'évolution du nombre d'habitants est connue à travers les recensements de la population effectués dans la commune depuis 1793. Pour les communes de moins de 10 000 habitants, une enquête de recensement portant sur toute la population est réalisée tous les cinq ans, les populations de référence des années intermédiaires étant quant à elles estimées par interpolation ou extrapolation. Pour la commune, le premier recensement exhaustif entrant dans le cadre du nouveau dispositif a été réalisé en 2006.

En 2022, la commune comptait 1 322 habitants, en évolution de −2,29 % par rapport à 2016 (Deux-Sèvres : +0,18 %, France hors Mayotte : +2,11 %).
| 1793 | 1800 | 1806 | 1821 | 1831 | 1836 | 1841 | 1846 | 1851 |
| ---- | ---- | ---- | ---- | ---- | ---- | ---- | ---- | ---- |
| 328  | 269  | 325  | 311  | 306  | 324  | 383  | 366  | 345  |

| 1856 | 1861 | 1866 | 1872 | 1876 | 1881 | 1886 | 1891 | 1896 |
| ---- | ---- | ---- | ---- | ---- | ---- | ---- | ---- | ---- |
| 337  | 380  | 435  | 444  | 428  | 517  | 555  | 544  | 545  |

| 1901 | 1906 | 1911 | 1921 | 1926 | 1931 | 1936 | 1946 | 1954 |
| ---- | ---- | ---- | ---- | ---- | ---- | ---- | ---- | ---- |
| 519  | 547  | 543  | 512  | 583  | 660  | 626  | 613  | 699  |

| 1962 | 1968 | 1975  | 1982  | 1990  | 1999  | 2006  | 2011  | 2016  |
| ---- | ---- | ----- | ----- | ----- | ----- | ----- | ----- | ----- |
| 650  | 606  | 1 082 | 1 257 | 1 368 | 1 317 | 1 364 | 1 336 | 1 353 |

| 2021  | 2022  | - | - | - | - | - | - | - |
| ----- | ----- | - | - | - | - | - | - | - |
| 1 339 | 1 322 | - | - | - | - | - | - | - |

### Enseignement
L'instruction a commencé à être donnée dans la commune dès 1828. En 2007, la municipalité a inauguré un nouveau groupe scolaire, l'école primaire Bonneval, doté d'un restaurant scolaire.

### Manifestations culturelles et festivités
À chaque fin du mois d'août, se déroule la traditionnelle Fête des battages à l'ancienne mise en place en 2002. Plusieurs animations ponctuent cette fête : vide-greniers, marché des producteurs locaux, manèges, expositions de maquettes, tombola, etc..

### Sports
La commune dispose de plusieurs installations sportives : terrain de football, halle des sports, courts de tennis, terrain de beach volley et mur d'escalade. Six clubs sportifs sont recensés sur la commune : le Football-Club Saint-Jean-Missé, le Basket-Ball Saint-Jeantais, le Tennis club Saint-Jeantais, le Volley Loisirs Saint-Jeantais, la Gymnastique volontaire et l'Association Saint-Jeantaise de patinage de loisirs.
À noter que le F.C. Saint-Jean-Missé est le club de football des communes de Saint-Jean-de-Thouars et de Missé. En 2019, ce club comprend 70 licenciés seniors répartis en 3 équipes (une en 3e division et deux en 5e division).

## Lieux et monuments
- Le site de l'ancienne abbaye de Saint-Jean de Bonneval-lès-Thouars dont le clos a été transformé en parc paysager.
- L'église Saint-Jean de Saint-Jean-de-Thouars et le lavoir attenant.
- La gare de Saint-Jean-de-Thouars.
- La porte Maillot, bien que située en rive gauche du Thouet, est sur le territoire de la commune de Thouars. Dans le prolongement du pont des Chouans, elle fait partie du dispositif de remparts encerclant l'ancien centre de Thouars.
- Le monument aux morts, situé rue de la Morinière, est commémoré en 1922. Il recense les Saint-Jeantais tombés pendant la Première Guerre mondiale, la Seconde Guerre mondiale, la guerre d'Indochine et la guerre d'Algérie[39].
- Le Dolmen du Bourg, également nommé La Pierre des Moines[40], situé rue de la Morinière (sur une propriété privée)[41].
- Les fours à chaux des Petites Barrières, construits en 1857.

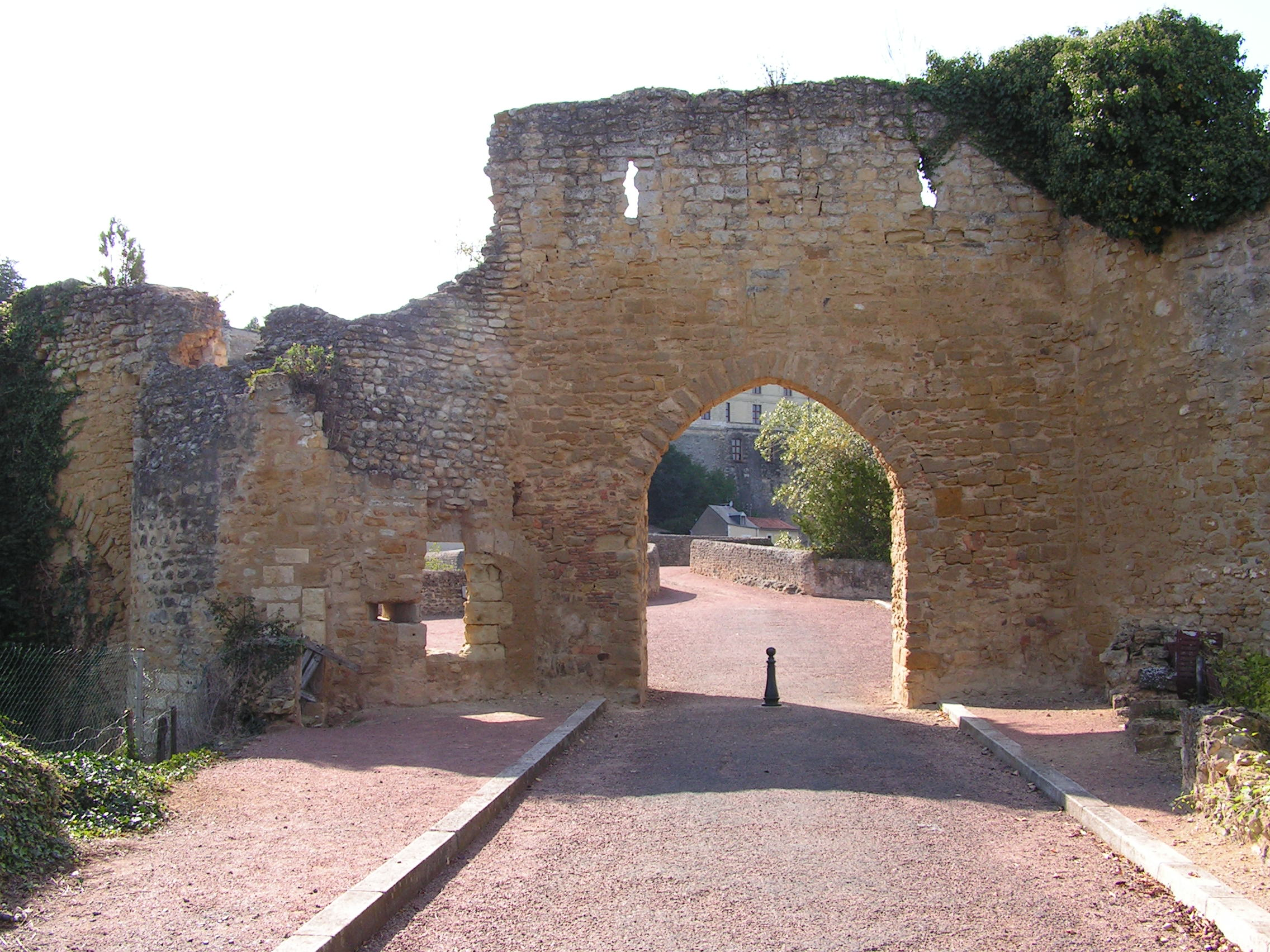
Porte Maillot (entrée de la barbacane) se situant sur la commune de Thouars.
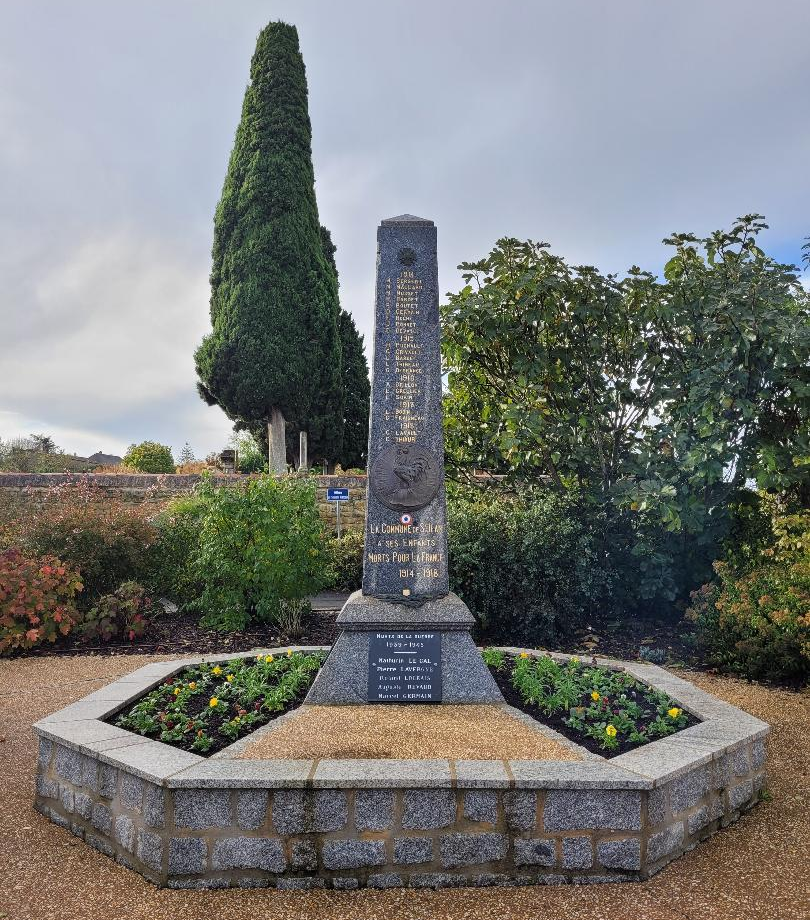
Monument aux morts de la commune.
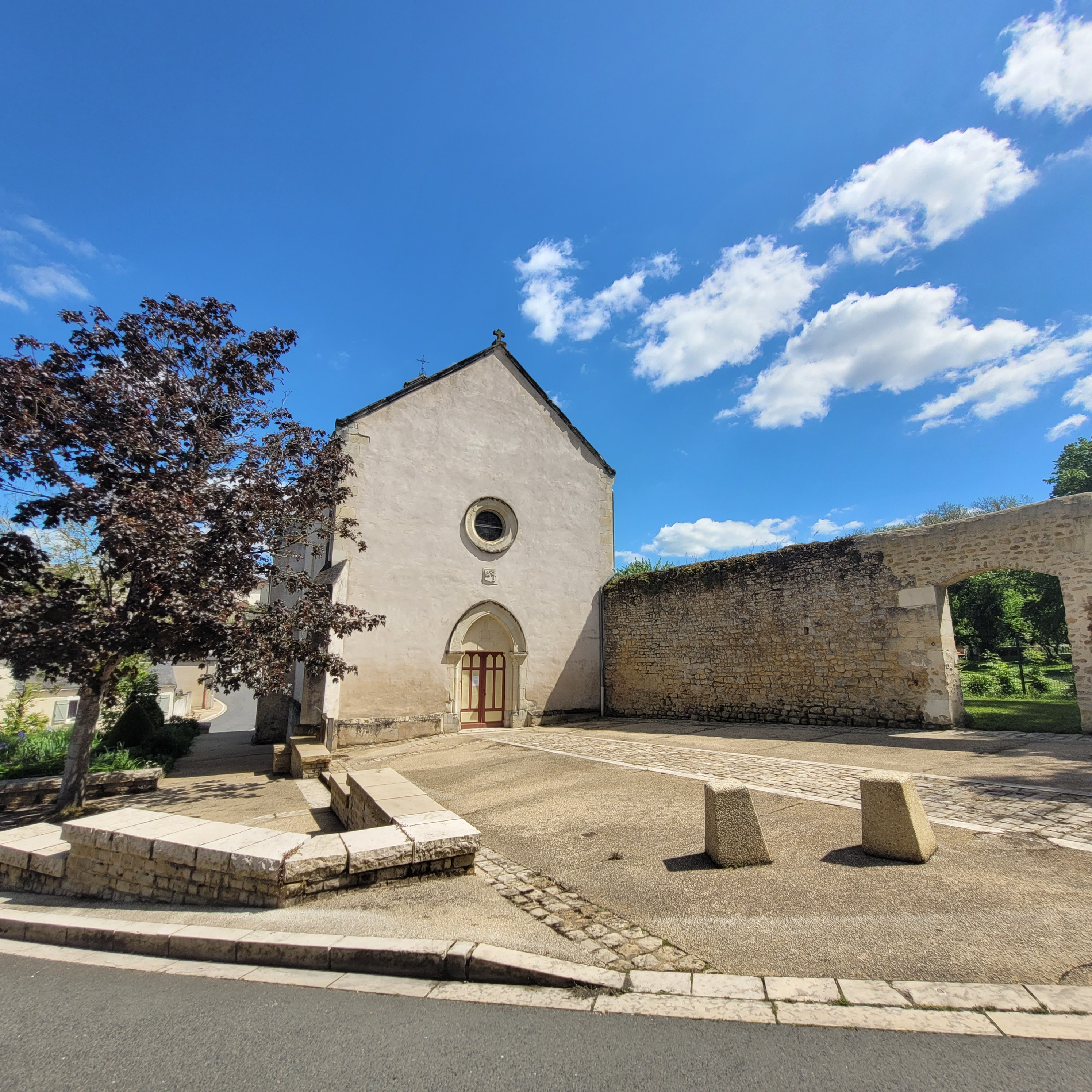
Parvis de l’église paroissiale du XIXe siècle.
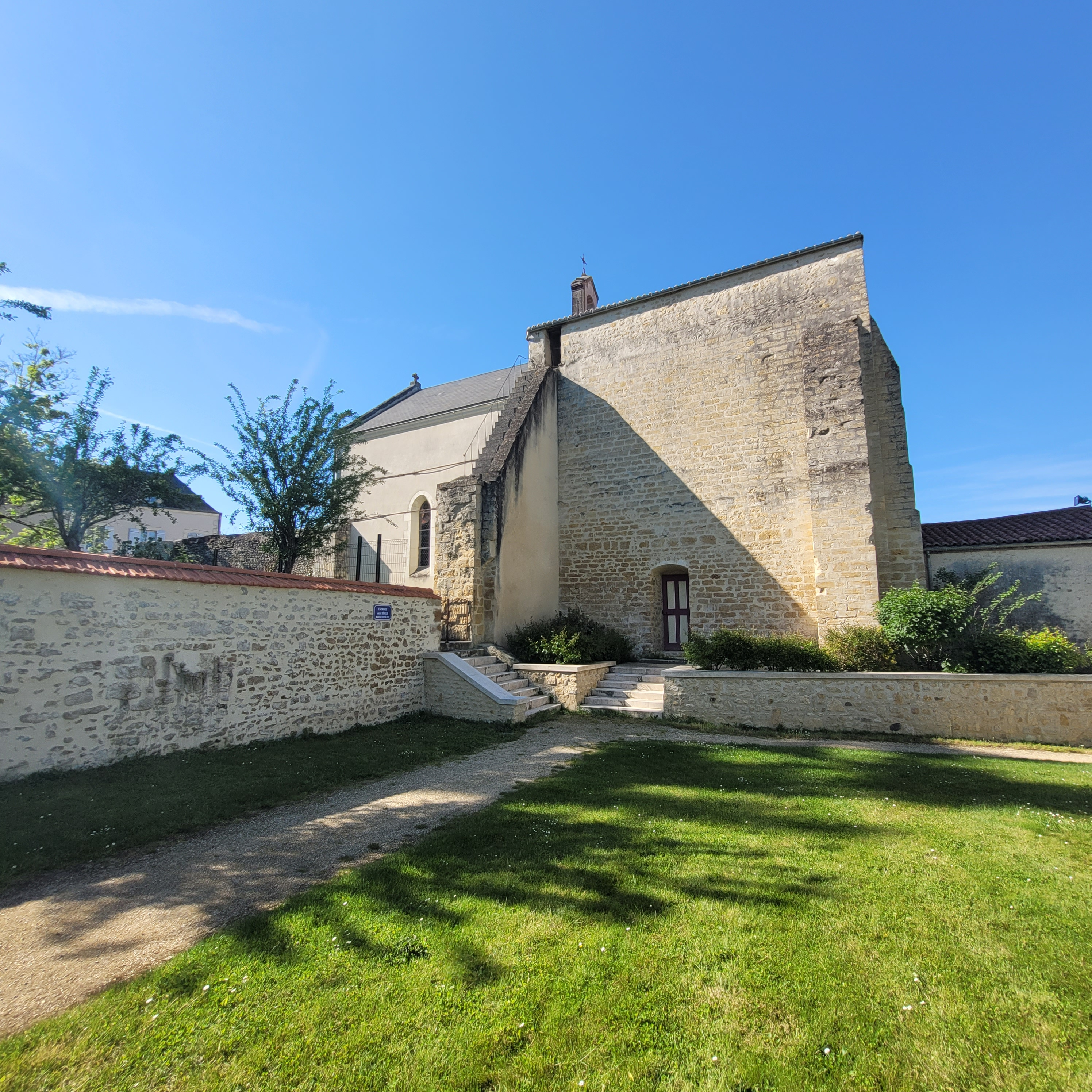
Esplanade André Béville (du nom du maire de la commune de 2001 à 2022).
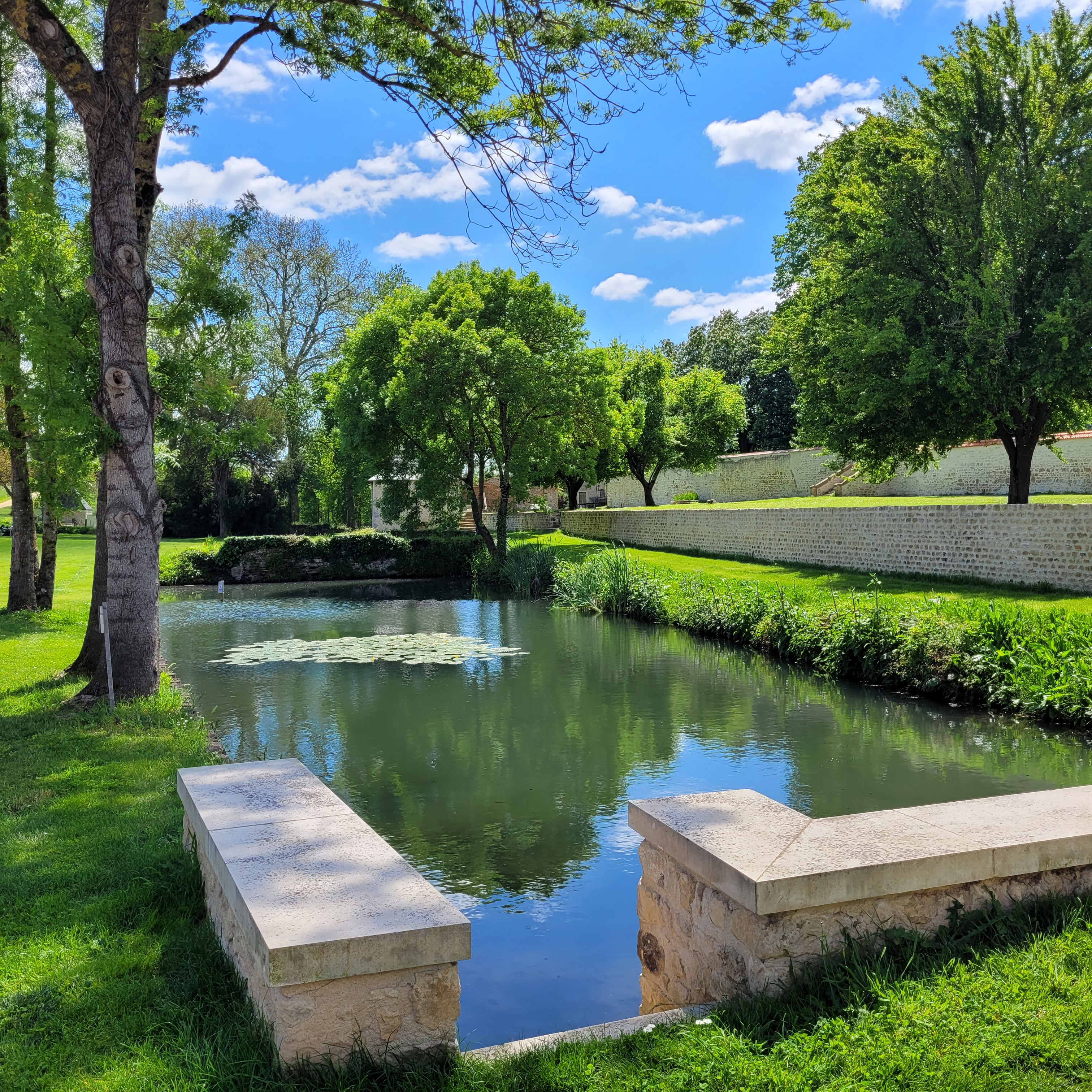
L'un des bassins du parc de l'Abbaye.

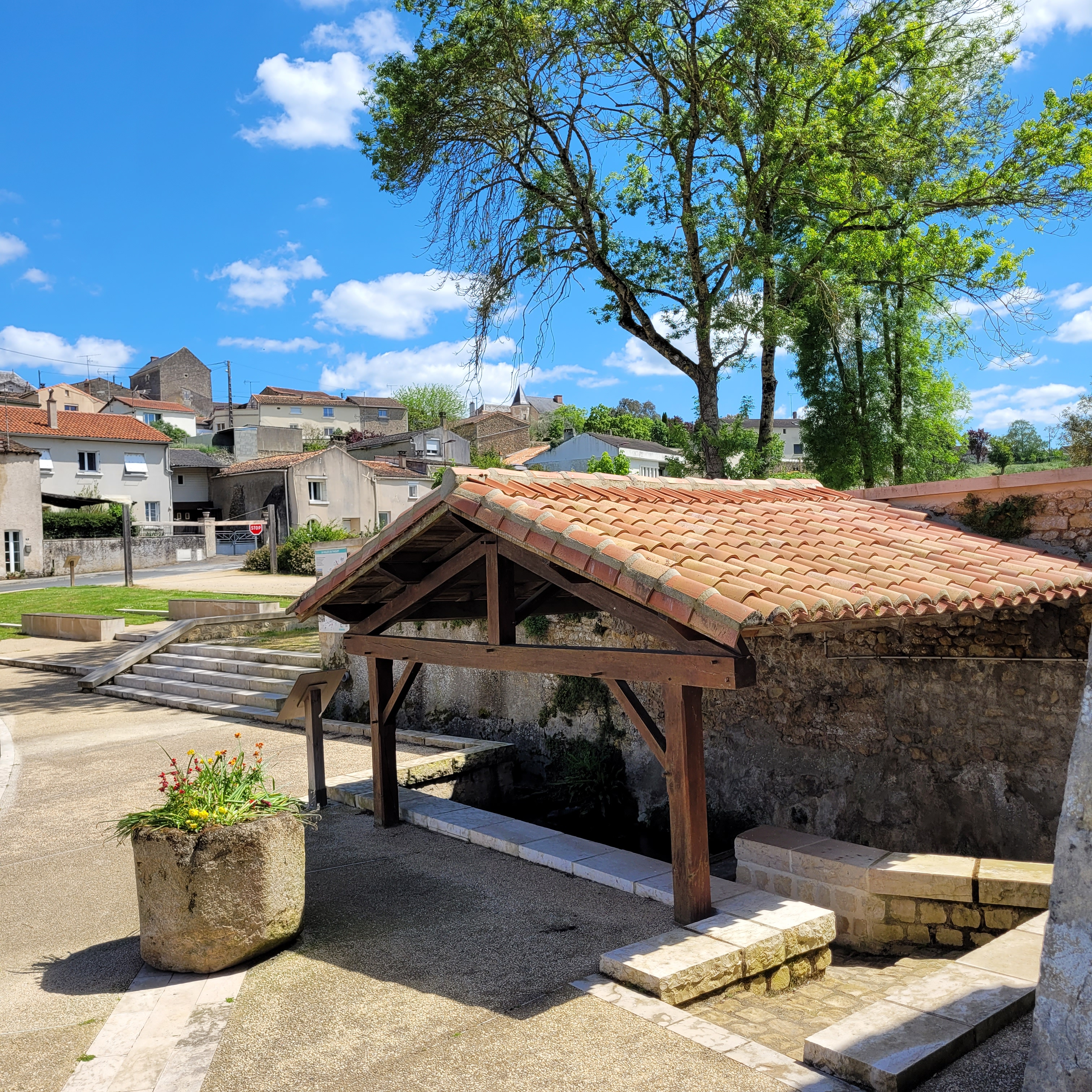
Lavoir situé au pied de l'église Saint-Jean.
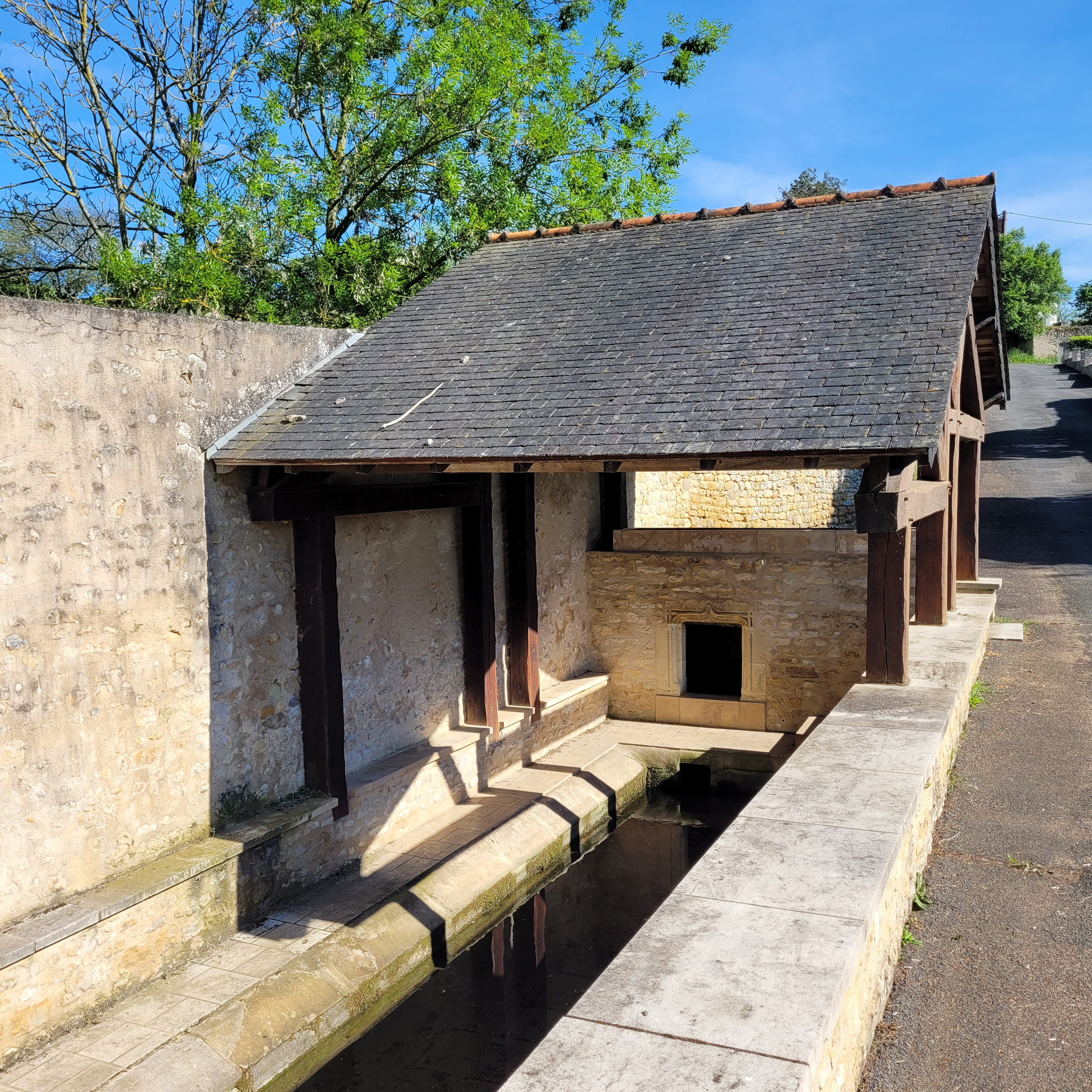
Lavoir du Tour Girault.
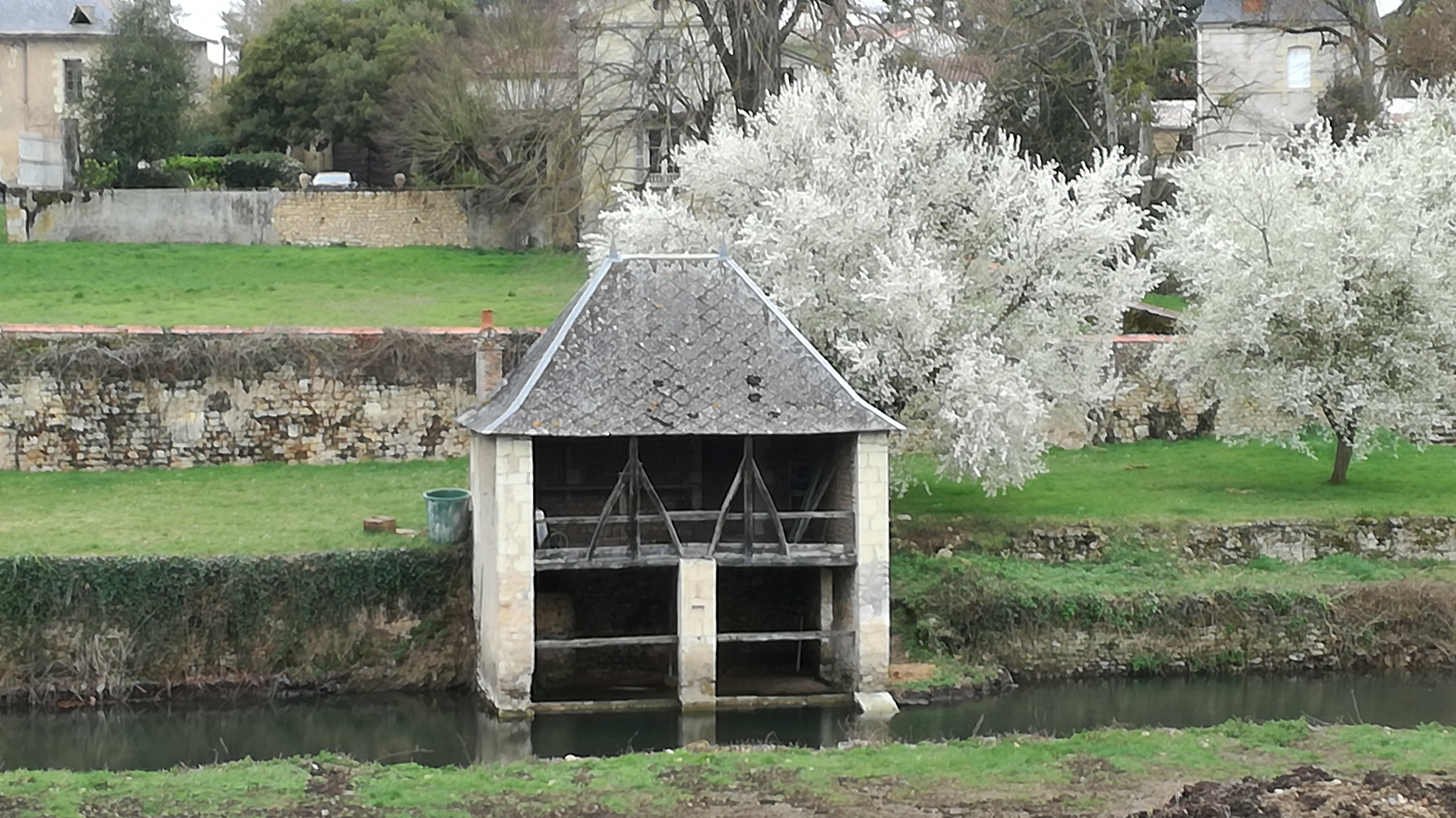
Aperçu du lavoir-séchoir daté du XVIIe siècle et situé au cœur du parc de l'Abbaye (avant sa rénovation).
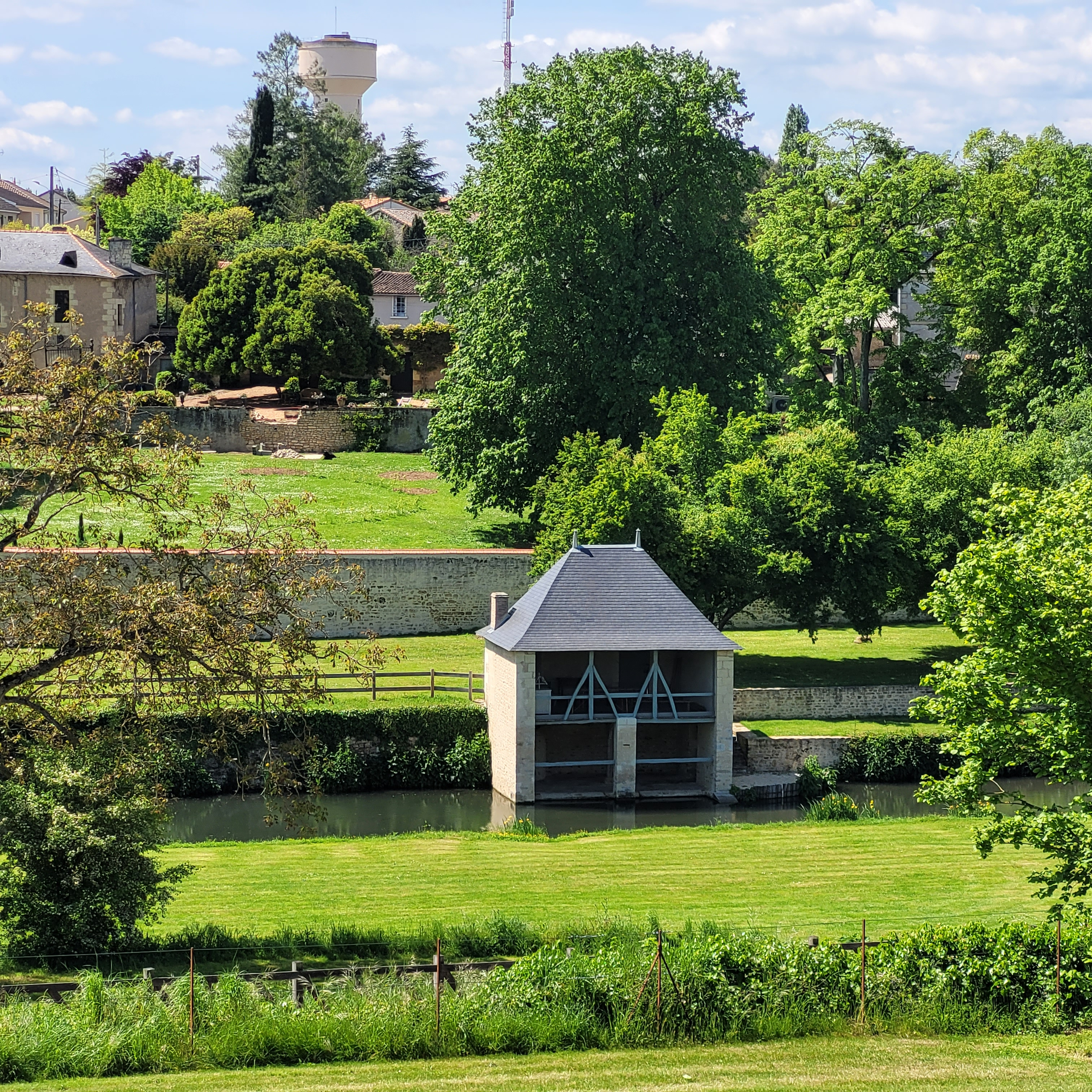
Lavoir-séchoir après sa restauration.

## Personnalités liées à la commune
- La famille de Brézé et la maison de Maillé qui fournissent pas moins de huit abbesses à l'abbaye de Saint-Jean de Bonneval-lès-Thouars au cours du XVe siècle[42].
- Louise et Philippe de Chasteigner, abbesses du XVIe siècle issues de la famille de Chasteigner.
- Isabelle de Thouars, abbesse de 1340 à 1359, parente de Louis Ier de Thouars[43].
- La maison de Châtillon dont cinq membres occupent successivement des charges au sein de l'abbaye entre 1625 et 1719 : Louise de Châtillon, Elisabeth de Châtillon, Marie-Françoise-Yolande de Châtillon, Magdelaine-Angélique-Marie de Châtillon puis Françoise-Marie-Anne de Châtillon.
- Thomas Lavault, joueur de rugby à XV[44].